# Sicherheitsbehörde (Bayern)
Sicherheitsbehörden sind in Bayern Behörden, welche zur allgemeinen Abwehr von Gefahren für die öffentliche Sicherheit und Ordnung und die Unterbindung und Beseitigung von Störungen berufen sind. Sie sind somit Behörden und Organisationen mit Sicherheitsaufgaben. Rechtliche Grundlage bildet das Landesstraf- und Verordnungsgesetz (LStVG). Die Bayerischen Sicherheitsbehörden sind vergleichbar mit den Ordnungsbehörden bzw. der Verwaltungspolizei anderer Länder.

## Aufbau der Sicherheitsbehörden
Sicherheitsbehörde sind aufsteigend: die Gemeinden, das Landratsamt, die Regierungen und das Staatsministerium des Inneren. Die kreisfreien Gemeinden treten an die Stelle des Landratsamtes, so dass die Rangfolge der Sicherheitsbehörde dort lautet: kreisfreie Gemeinde, Regierung, Staatsministerium des Inneren. Auch Verwaltungsgemeinschaften können in Bayern Sicherheitsbehörden sein, falls solche gebildet sind.
Beachtlich ist, dass die Gemeinde als selbständige Gebietskörperschaft, das Landratsamt, die Regierungen und das Staatsministerium des Inneren als Staatsbehörden tätig werden; das Landratsamt ist insoweit Kreisverwaltungsbehörde.
| Sicherheitsbehörden | Örtliche Angelegenheiten                            | Überörtliche Angelegenheiten                        | Überörtliche Angelegenheiten                   |
| Sicherheitsbehörden | Eigener Wirkungskreis                               | Übertragener Wirkungskreis                          | Staatlicher Aufgabenbereich                    |
| Sicherheitsbehörden | Eigener Wirkungskreis                               | Gebietskörperschaften (Mittelbare Staatsverwaltung) | Staatsbehörden (Unmittelbare Staatsverwaltung) |
| ------------------- | --------------------------------------------------- | --------------------------------------------------- | ---------------------------------------------- |
| Sicherheitsbehörden |                                                     | Staatsministerium des Inneren                       |                                                |
| Sicherheitsbehörden |                                                     | Regierungen                                         |                                                |
| Sicherheitsbehörden |                                                     | Landratsämter (als Kreisverwaltungsbehörden)        |                                                |
| Sicherheitsbehörden | Verwaltungsgemeinschaften (durch Zweckvereinbarung) | Verwaltungsgemeinschaften (sofern bestehend)        |                                                |
| Sicherheitsbehörden | Gemeinden                                           | Gemeinden                                           |                                                |

## Befugnisse der Sicherheitsbehörden
Die Sicherheitsbehörden haben zwei verschiedene Handlungsformen. Einerseits können sie sicherheitsrechtliche Verfügungen und Anordnungen für den Einzelfall treffen. Hier werden die Sicherheitsbehörden nach pflichtgemäßen Ermessen tätig. Anderseits steht ihnen die Kompetenz zu allgemeine Sicherheitsverordnungen in Form von Rechtsverordnungen zu erlassen.
Die jeweils höhere Sicherheitsbehörde ist befugt betreffs Verfügungen zwecks Abwehr von Gefahren für die öffentliche Sicherheit und Ordnung und zwecks Unterbindung und Beseitigung von Störungen der ihr untergeordneten Sicherheitsbehörden Weisungen zu erteilen oder an ihre Stelle zu treten (Selbsteintritt). Wird eine Gemeinde als Sicherheitsbehörde durch Verfügung bzw. Anordnung tätig, ist zu unterscheiden, ob diese im konkreten Fall Angelegenheiten der örtlichen Gemeinschaft sind oder überörtlichen Charakter haben. Beschränkt sich die Maßnahme auf die örtliche Gemeinschaft, können staatliche Sicherheitsbehörde der Gemeinde als Sicherheitsbehörde keine inhaltlichen Weisungen mehr erteilen; die Gemeinde handelt hier nach eigenem Ermessen. Die kreisfreien Gemeinden nehmen zusätzlich die Aufgaben des Landratsamtes als Sicherheitsbehörde namens des Staates wahr.
Sicherheitsverordnungen von Gemeinden oder Landratsämtern sind stets Aufgaben namens des Staates. Die jeweils höhere Sicherheitsbehörde soll hier nur Verordnungen erlassen, wenn eine einheitliche Regelung für ihren Zuständigkeitssprengel erforderlich und zweckmäßig ist. Steht eine Verordnung einer höheren Sicherheitsbehörde einer Verordnung einer niedrigeren Sicherheitsbehörde entgegen, so ist letztere außer Kraft gesetzt.
Ist eine Verwaltungsgemeinschaft Sicherheitsbehörde, so kann sie nur Anordnungen und Verfügungen für Aufgaben mit überörtlichen Charakter namens des Staates treffen. Die Mitgliedsgemeinden einer Verwaltungsgemeinschaft kann durch Zweckvereinbarung auch das Recht übertragen werden, Sicherheitsverordnungen zu erlassen. Sie kann auch durch Zweckvereinbarung ermächtigt werden, sicherheitsrechtliche Verfügungen und Anordnungen mit örtlichem Charakter zu erlassen.

### Verfügungen und Anordnungen der Sicherheitsbehörden
Die Sicherheitsbehörden können (Art. 7 Abs. 2 LStVG):
- Gefahren abwehren und Störungen beseitigen, die das Leben, die Gesundheit oder die Freiheit oder Sachwerte, deren Erhaltung im öffentlichen Interesse geboten erscheint, bedrohen oder verletzen.

Eine Gefahr liegt dann vor, wenn Tatsachen (Sachlage oder Verhalten einer Person) bei ungehindertem Ablauf des objektiv zu erwartenden Geschehens mit hinreichender Wahrscheinlichkeit den Eintritt eines Schadens (Störung, Beeinträchtigung) Anlass geben zu besorgen.
Die Sicherheitsbehörden können ebenfalls:
- durch Verfügung widerrechtliche Handlungen, die Straftaten oder Ordnungswidrigkeiten verwirklichen oder verfassungsfeindlich sind, unterbinden oder verhüten und
- die durch solche Handlungen hergestellten Zustände beseitigen.

Verfügungen zur Unterbindung oder Verhütung von Straftaten und Ordnungswidrigkeiten, die nicht aus bewehrten Satzungen stammen, sind stets überörtlich. Dabei ist derjenige, welcher die Handlung begangen oder den Zustand hervorgerufen hat, ohne Berücksichtigung seines Verschuldens verantwortlich (Gefährder). Weil Sicherheitsbehörden die Gefahr von Störungen bzw. Straftaten, Ordnungswidrigkeiten und verfassungsfeindliche Bestrebungen abzuwehren haben, ist selbst der Gefährder, der eine Handlung begangen hat bzw. einen Zustand hervorgerufen hat, der zwar nach Prognose eines durchschnittlichen Beamten in eine Störung bzw. Straftat oder Ordnungswidrigkeit mündet, tatsächlich aber nicht gemündet hat. Kurz: Auch ein Gefährder, der nicht Störer ist, ist den Sicherheitsbehörden verantwortlich. Maßnahmen gegen eine solche Anscheinsgefahr sind rechtmäßig. Freiheitsbeschränkende Verfügungen der Sicherheitsbehörden, die zum Zwecke dieser Ziele eingesetzt werden, müssen geeignet, notwendig und für den Betroffenen zumutbar sein. Geeignet ist eine Verfügung einer Sicherheitsbehörde dann, wenn zwischen dem Zustand, der durch die Verfügung hergestellt wird und dem Zustand, in dem das durch die Verfügung bezweckte Ziel als verwirklicht zu betrachten ist, ein vermuteter Zusammenhang besteht.
Notwendig ist eine Verfügung, wenn kein Zustand denkbar ist, den die Sicherheitsbehörde ohne großen Aufwand durch Verfügung herstellen könnte, welcher für den von der Verfügung betroffenen weniger belastend ist und mit dem Zustand, in dem das Ziel der Verfügung als verwirklicht zu betrachten ist, ebenfalls in einem vermuteten Zusammenhang stünde. Die vermuteten Zusammenhänge müssen sich auf empirische Zusammenhänge stützen, wobei zu beachten ist, dass den Sicherheitsbehörden hier eine Einschätzungsprärogative zukommt, um die Effektivität der Gefahrenabwehr nicht zu mindern. Zumutbar ist eine Verfügung, der die Beeinträchtigung für den Betroffenen im konkreten Fall nicht außer Verhältnis zu dem Wert des verfolgten Ziels steht.

### Sicherheitsverordnungen
Eine allgemeine Generalklausel zum Erlass von sicherheitsrechtlichen Verordnungen gibt es nicht. Die Eingriffsermächtigung folgen dem Prinzip der Spezialermächtigung. Das LStVG legt in diesen Ermächtigungsgrundlagen Inhalt, Zweck und Ausmaß der ermächtigten Norm genau fest (Bestimmtheit). Sicherheitsbehörden können zum Schutz der Gesundheit und Reinlichkeit (z. B. Taubenverordnungen, Sicherheitsverordnung zum Schutze der Reinlichkeit in einem gewerblichen Betrieb), betreffs Vergnügungen, zum Schutz von Feld und Flur und sonstigen Spezialfällen der öffentlichen Sicherheit und Ordnung (z. B. Kampfhundeverordnungen) Verordnungen erlassen.

## Verhältnis der Sicherheitsbehörden zu anderen Behörden
Neben den Sicherheitsbehörden ist auch die Bayerische Polizei zur Abwehr von Gefahren für die öffentliche Sicherheit und Ordnung berufen. Trifft eine Sicherheitsbehörde eine zu einer Polizeibehörde widersprechende Verfügung, so ist die Verfügung der Sicherheitsbehörde maßgeblich. Trifft eine Sicherheitsbehörde eine Verfügung, so sind Verfügungen der Polizei gesperrt. Grundsätzlich werden die Sicherheitsbehörden tätig. Nur wenn die Sicherheitsbehörden nicht oder nicht rechtzeitig einschreiten können, ist die Polizei zuständig (Eilzuständigkeit). Die Sicherheitsbehörden können den Polizeibehörden Weisungen auf allen Gebieten des polizeilichen Aufgabenbereichs erteilen, d. h. selbst für Gebiete, für welche die Sicherheitsbehörden nicht handlungsbefugt sind.